# Regina
För andra betydelser, se Regina (olika betydelser).

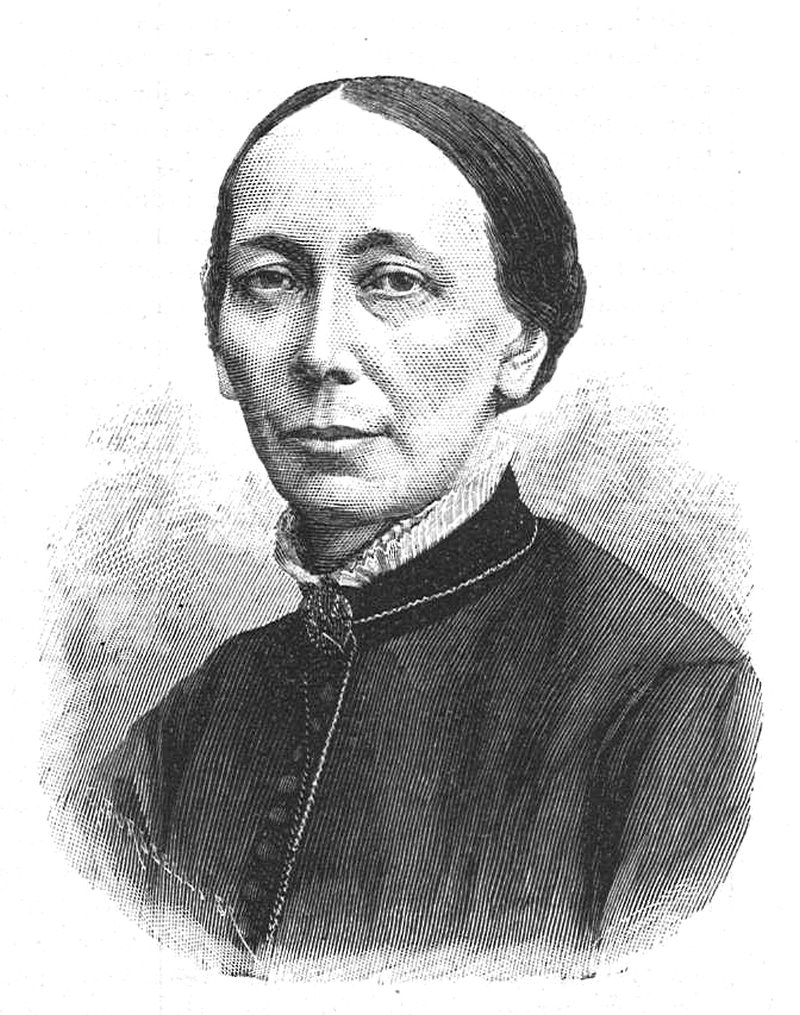
Regina Pallin.

Regina är ett kvinnonamn med latinskt ursprung, med betydelsen drottning. 
Namnet är inte särskilt vanligt i Sverige. Namnet har de senaste decennierna legat nedanför 200-strecket i topplistan. Den 31 december 2005 fanns det 4 765 kvinnor med namnet Regina. Av dessa hade 1 345 namnet som tilltalsnamn/förstanamn. År 2003 fick 39 personer namnet, varav 10 fick det som tilltalsnamn.
Namnsdag i Sverige: 12 mars, tidigare 7 september fram till 2011 men ersattes av det keltiska namnet Kevin. 2022 återfår Regina sin namnsdag den 12 mars. I den finlandssvenska namnsdagslängden har Regina namnsdag 7 september sedan starten 1929, då en egen namnsdagskalender togs i bruk för finlandssvenskar.

## Personer med namnet Regina
- Regina Basilier, tysk-svensk bankir
- Regina Hall, amerikansk skådespelare
- Regina Jonas, tysk-judisk rabbin
- Regina Kevius, svensk politiker (m)
- Regina Lund, svensk skådespelare och sångare
- Regina Mingotti, österrikisk sångare
- Regina Pallin, svensk pedagog
- Regina av Sachsen-Meiningen, tysk prinsessa
- Regina von Siebold, tysk barnmorska
- Regina Spektor, amerikansk musiker
- Regina Taylor, amerikansk skådespelare